# Jellisonia klotsi
Jellisonia klotsi är en loppart som beskrevs av Hamilton Paul Traub 1944. Jellisonia klotsi ingår i släktet Jellisonia och familjen fågelloppor. Inga underarter finns listade i Catalogue of Life.